# Giải vô địch bóng đá thế giới 2022 (vòng đấu loại trực tiếp)
Vòng đấu loại trực tiếp của giải vô địch bóng đá thế giới 2022 là giai đoạn thứ hai và cuối cùng của giải đấu sau vòng bảng. Vòng đấu này bắt đầu vào ngày 3 tháng 12 với vòng 16 đội và kết thúc vào ngày 18 tháng 12 với trận chung kết được diễn ra tại sân vận động Lusail Iconic ở Lusail, Qatar.
Hai đội tuyển đứng đầu mỗi bảng (tổng cộng 16 đội) giành quyền vào vòng đấu loại trực tiếp để thi đấu dưới hình thức loại trực tiếp. Trận play-off tranh hạng 3 cũng sẽ  được diễn ra giữa hai đội thua của trận bán kết.
Tất cả thời gian được liệt kê là địa phương, AST (UTC+3).

## Thể thức
Trong vòng đấu loại trực tiếp, nếu trận đấu kết thúc ở 90 phút với tỉ số hòa, hiệp phụ sẽ được diễn ra (hai hiệp, mỗi hiệp 15 phút không có nghỉ giữa giờ), mỗi đội tuyển được cho phép cầu thủ thứ sáu thay thế. Nếu hai đội vẫn hòa sau hiệp phụ, trận đấu sẽ được quyết định bằng loạt sút luân lưu để xác định đội thắng cuộc.

## Các đội tuyển vượt qua vòng bảng
Hai đội tuyển đứng nhất và nhì của mỗi bảng đủ điều kiện cho vòng đấu loại trực tiếp.
| Bảng | Đội tuyển đứng nhất bảng | Đội tuyển đứng nhì bảng |
| ---- | ------------------------ | ----------------------- |
| A    | Hà Lan                   | Sénégal                 |
| B    | Anh                      | Hoa Kỳ                  |
| C    | Argentina                | Ba Lan                  |
| D    | Pháp                     | Úc                      |
| E    | Nhật Bản                 | Tây Ban Nha             |
| F    | Maroc                    | Croatia                 |
| G    | Brasil                   | Thụy Sĩ                 |
| H    | Bồ Đào Nha               | Hàn Quốc                |

## Sơ đồ
|  | Vòng 16 đội                       | Vòng 16 đội                       |                              |       | Tứ kết             | Tứ kết             |                              |                              | Bán kết | Bán kết |  |  | Chung kết | Chung kết |
|  |                                   |                                   |                              |       |                    |                    |                              |                              |         |         |  |  |           |           |
|  | 3 tháng 12 – Doha (Khalifa)       |                                   |                              |       |                    |                    |                              |                              |         |         |  |  |           |           |
|  |                                   |                                   |                              |       |                    |                    |                              |                              |         |         |  |  |           |           |
|  | Hà Lan                            | 3                                 |                              |       |                    |                    |                              |                              |         |         |  |  |           |           |
|  | Hà Lan                            | 3                                 | 9 tháng 12 – Lusail          |       |                    |                    |                              |                              |         |         |  |  |           |           |
|  | Hoa Kỳ                            | 1                                 |                              |       |                    |                    |                              |                              |         |         |  |  |           |           |
|  | Hoa Kỳ                            | 1                                 | Hà Lan                       | 2 (3) |                    |                    |                              |                              |         |         |  |  |           |           |
|  | 3 tháng 12 – Rayyan               |                                   | Hà Lan                       | 2 (3) |                    |                    |                              |                              |         |         |  |  |           |           |
|  |                                   | Argentina (p)                     | 2 (4)                        |       |                    |                    |                              |                              |         |         |  |  |           |           |
|  | Argentina                         | Argentina (p)                     | 2 (4)                        | 2     |                    |                    |                              |                              |         |         |  |  |           |           |
|  | Argentina                         |                                   | 13 tháng 12 – Lusail         | 2     |                    |                    |                              |                              |         |         |  |  |           |           |
|  | Úc                                | 1                                 |                              |       |                    |                    |                              |                              |         |         |  |  |           |           |
|  | Úc                                | 1                                 | Argentina                    | 3     |                    |                    |                              |                              |         |         |  |  |           |           |
|  | 5 tháng 12 – Al Wakrah            |                                   | Argentina                    | 3     |                    |                    |                              |                              |         |         |  |  |           |           |
|  |                                   | Croatia                           | 0                            |       |                    |                    |                              |                              |         |         |  |  |           |           |
|  | Nhật Bản                          | Croatia                           | 0                            | 1 (1) |                    |                    |                              |                              |         |         |  |  |           |           |
|  | Nhật Bản                          | 9 tháng 12 – Al Rayyan (Giáo dục) |                              | 1 (1) |                    |                    |                              |                              |         |         |  |  |           |           |
|  | Croatia (p)                       | 1 (3)                             |                              |       |                    |                    |                              |                              |         |         |  |  |           |           |
|  | Croatia (p)                       | 1 (3)                             | Croatia (p)                  | 1 (4) |                    |                    |                              |                              |         |         |  |  |           |           |
|  | 5 tháng 12 – Doha (974)           |                                   | Croatia (p)                  | 1 (4) |                    |                    |                              |                              |         |         |  |  |           |           |
|  |                                   | Brasil                            | 1 (2)                        |       |                    |                    |                              |                              |         |         |  |  |           |           |
|  | Brasil                            | Brasil                            | 1 (2)                        | 4     |                    |                    |                              |                              |         |         |  |  |           |           |
|  | Brasil                            |                                   | 18 tháng 12 – Lusail         | 4     |                    |                    |                              |                              |         |         |  |  |           |           |
|  | Hàn Quốc                          | 1                                 |                              |       |                    |                    |                              |                              |         |         |  |  |           |           |
|  | Hàn Quốc                          | 1                                 | Argentina (p)                | 3 (4) |                    |                    |                              |                              |         |         |  |  |           |           |
|  | 4 tháng 12 – Al Khor              |                                   | Argentina (p)                | 3 (4) |                    |                    |                              |                              |         |         |  |  |           |           |
|  |                                   | Pháp                              | 3 (2)                        |       |                    |                    |                              |                              |         |         |  |  |           |           |
|  | Anh                               | Pháp                              | 3 (2)                        | 3     |                    |                    |                              |                              |         |         |  |  |           |           |
|  | Anh                               | 10 tháng 12 – Al Khor             |                              | 3     |                    |                    |                              |                              |         |         |  |  |           |           |
|  | Sénégal                           | 0                                 |                              |       |                    |                    |                              |                              |         |         |  |  |           |           |
|  | Sénégal                           | 0                                 | Anh                          | 1     |                    |                    |                              |                              |         |         |  |  |           |           |
|  | 4 tháng 12 – Doha (Thumama)       |                                   | Anh                          | 1     |                    |                    |                              |                              |         |         |  |  |           |           |
|  |                                   | Pháp                              | 2                            |       |                    |                    |                              |                              |         |         |  |  |           |           |
|  | Pháp                              | Pháp                              | 2                            | 3     |                    |                    |                              |                              |         |         |  |  |           |           |
|  | Pháp                              |                                   | 14 tháng 12 – Al Khor        | 3     |                    |                    |                              |                              |         |         |  |  |           |           |
|  | Ba Lan                            | 1                                 |                              |       |                    |                    |                              |                              |         |         |  |  |           |           |
|  | Ba Lan                            | 1                                 | Pháp                         | 2     |                    |                    |                              |                              |         |         |  |  |           |           |
|  | 6 tháng 12 – Al Rayyan (Giáo dục) |                                   | Pháp                         | 2     |                    |                    |                              |                              |         |         |  |  |           |           |
|  |                                   | Maroc                             | 0                            |       | Trận tranh hạng ba | Trận tranh hạng ba |                              |                              |         |         |  |  |           |           |
|  | Maroc (p)                         | Maroc                             | 0                            | 0 (3) | Trận tranh hạng ba | Trận tranh hạng ba |                              |                              |         |         |  |  |           |           |
|  | Maroc (p)                         | 10 tháng 12 – Doha (Thumama)      | 10 tháng 12 – Doha (Thumama) | 0 (3) |                    |                    | 17 tháng 12 – Doha (Khalifa) | 17 tháng 12 – Doha (Khalifa) |         |         |  |  |           |           |
|  | Tây Ban Nha                       | 10 tháng 12 – Doha (Thumama)      | 10 tháng 12 – Doha (Thumama) | 0 (0) |                    |                    | 17 tháng 12 – Doha (Khalifa) | 17 tháng 12 – Doha (Khalifa) |         |         |  |  |           |           |
|  | Tây Ban Nha                       | Maroc                             | 1                            | 0 (0) | Croatia            | 2                  |                              |                              |         |         |  |  |           |           |
|  | 6 tháng 12 – Lusail               | Maroc                             | 1                            |       | Croatia            | 2                  |                              |                              |         |         |  |  |           |           |
|  |                                   | Bồ Đào Nha                        | 0                            |       | Maroc              | 1                  |                              |                              |         |         |  |  |           |           |
|  | Bồ Đào Nha                        | Bồ Đào Nha                        | 0                            | 6     | Maroc              | 1                  |                              |                              |         |         |  |  |           |           |
|  | Bồ Đào Nha                        |                                   |                              | 6     |                    |                    |                              |                              |         |         |  |  |           |           |
|  | Thụy Sĩ                           | 1                                 |                              |       |                    |                    |                              |                              |         |         |  |  |           |           |
|  | Thụy Sĩ                           | 1                                 |                              |       |                    |                    |                              |                              |         |         |  |  |           |           |

## Vòng 16 đội

### Hà Lan vs Hoa Kỳ
Hai đội gặp nhau 5 lần, Hà Lan thắng 4, Mỹ thắng 1. Lần gần nhất hai đội gặp nhau là vào năm 2015, Mỹ thắng 4-3 trong môt trận giao hữu.
Phút thứ 10, Hà Lan vượt lên dẫn trước khi Memphis Depay dứt điểm vào góc trái lưới từ đường chuyền bên cánh phải của Denzel Dumfries. Trong thời gian bù giờ của hiệp một, Daley Blind ghi bàn nâng tỷ số lên 2–0 bằng một pha dứt điểm khác sau đường chuyền từ cánh phải của Dumfries. Phút 76, Mỹ rút ngắn khi Haji Wright dứt điểm từ sau đường căng ngang của Christian Pulisic. Dumfries đã ấn định chiến thắng bằng bàn thắng thứ ba cho Hà Lan ở phút 81 khi anh ghi bàn từ một cú vô lê bằng chân ở góc xa sau đường chuyền của Blind từ cánh trái. 

| Hà Lan                                   | 3–1      | Hoa Kỳ       |
| ---------------------------------------- | -------- | ------------ |
| - Depay 10' - Blind 45+1' - Dumfries 81' | Chi tiết | - Wright 76' |

| Hà Lan | Hoa Kỳ |

| GK               | 23 | Andries Noppert     |     |       |
| CB               | 2  | Jurriën Timber      |     |       |
| CB               | 4  | Virgil van Dijk (c) |     |       |
| CB               | 5  | Nathan Aké          |     | 90+4' |
| RM               | 22 | Denzel Dumfries     |     |       |
| CM               | 15 | Marten de Roon      |     | 46'   |
| CM               | 21 | Frenkie de Jong     | 87' |       |
| LM               | 17 | Daley Blind         |     |       |
| AM               | 14 | Davy Klaassen       |     | 46'   |
| CF               | 8  | Cody Gakpo          |     | 90+4' |
| CF               | 10 | Memphis Depay       |     | 82'   |
| Thay người:      |    |                     |     |       |
| MF               | 20 | Teun Koopmeiners    | 60' | 46'   |
| MF               | 7  | Steven Bergwijn     |     | 46'   |
| MF               | 25 | Xavi Simons         |     | 82'   |
| FW               | 19 | Wout Weghorst       |     | 90+4' |
| MF               | 3  | Matthijs de Ligt    |     | 90+4' |
| Huấn luyện viên: |    |                     |     |       |
| Louis van Gaal   |    |                     |     |       |

| GK               | 1  | Matt Turner       |  |       |
| RB               | 2  | Sergiño Dest      |  | 75'   |
| CB               | 3  | Walker Zimmerman  |  |       |
| CB               | 13 | Tim Ream          |  |       |
| LB               | 5  | Antonee Robinson  |  | 90+2' |
| DM               | 4  | Tyler Adams (c)   |  |       |
| CM               | 6  | Yunus Musah       |  |       |
| CM               | 8  | Weston McKennie   |  | 67'   |
| RF               | 9  | Jesús Ferreira    |  | 46'   |
| CF               | 21 | Timothy Weah      |  | 67'   |
| LF               | 10 | Christian Pulisic |  |       |
| Thay người:      |    |                   |  |       |
| MF               | 7  | Giovanni Reyna    |  | 46'   |
| MF               | 11 | Brenden Aaronson  |  | 67'   |
| DF               | 22 | DeAndre Yedlin    |  | 75'   |
| DF               | 16 | Jordan Morris     |  | 90+2' |
| Huấn luyện viên: |    |                   |  |       |
| Gregg Berhalter  |    |                   |  |       |

### Argentina vs Úc
Cả hai gặp nhau 7 lần, Argentina thắng 5, Úc thắng 1 và hoà 1. Hai đội từng gặp nhau trong trận play-off liên lục địa của Giải vô địch bóng đá thế giới 1994, Argentina thắng với tỷ số chung cuộc 2-1.Lần gần nhất hai đội gặp nhau là vào tháng 9 năm 2007, Argentina thắng 1–0. 
Trong lần ra sân thứ 1.000 trong sự nghiệp, Lionel Messi đã ghi bàn thắng mở tỉ số ở phút 35. Đây là bàn thắng thứ 789 trong sự nghiệp của anh, đưa Argentina vượt lên dẫn trước. Julián Álvarez đã nâng tỉ số lên 2–0 ở phút 57 khi anh tận dụng sai lầm của thủ môn người Úc Mathew Ryan để dứt điểm cận thành. Australia ghi bàn danh dự ở phút 77 khi pha dứt điểm của Craig Goodwin chạm vào người Enzo Fernández trước khi đi chệch hướng. Úc có cơ hội san bằng tỷ số trận đấu, khi Aziz Behich lừa bóng qua bốn cầu thủ trước khi cú sút của anh bị cản phá bởi hậu vệ Lisandro Martínez, sau đó là cú sút của cầu thủ vào sân thay người Kuol bị thủ môn Martinez cản phá.
| Argentina                 | 2–1      | Úc                     |
| ------------------------- | -------- | ---------------------- |
| - Messi 35' - Álvarez 57' | Chi tiết | - Fernández 77' (l.n.) |

| Argentina | Úc |

| GK               | 23 | Emiliano Martínez   |  |     |
| RB               | 26 | Nahuel Molina       |  | 80' |
| CB               | 19 | Nicolás Otamendi    |  |     |
| CB               | 13 | Cristian Romero     |  |     |
| LB               | 8  | Marcos Acuña        |  | 71' |
| DM               | 24 | Enzo Fernández      |  |     |
| CM               | 7  | Rodrigo De Paul     |  |     |
| CM               | 20 | Alexis Mac Allister |  | 80' |
| RF               | 17 | Papu Gómez          |  | 50' |
| LF               | 9  | Julián Álvarez      |  | 71' |
| CF               | 10 | Lionel Messi (c)    |  |     |
| Thay người:      |    |                     |  |     |
| DF               | 25 | Lisandro Martínez   |  | 50' |
| FW               | 22 | Lautaro Martínez    |  | 71' |
| DF               | 3  | Nicolás Tagliafico  |  | 71' |
| MF               | 14 | Exequiel Palacios   |  | 80' |
| DF               | 4  | Gonzalo Montiel     |  | 80' |
| Huấn luyện viên: |    |                     |  |     |
| Lionel Scaloni   |    |                     |  |     |

| GK               | 1  | Mathew Ryan (c) |     |     |
| RB               | 2  | Miloš Degenek   | 38' | 71' |
| CB               | 19 | Harry Souttar   |     |     |
| CB               | 4  | Kye Rowles      |     |     |
| LB               | 16 | Aziz Behich     |     |     |
| RM               | 7  | Mathew Leckie   |     | 71' |
| CM               | 13 | Aaron Mooy      |     |     |
| CF               | 22 | Jackson Irvine  | 15' |     |
| LM               | 26 | Keanu Baccus    |     | 58' |
| CF               | 15 | Mitchell Duke   |     | 71' |
| CF               | 14 | Riley McGree    |     | 58' |
| Thay người:      |    |                 |     |     |
| MF               | 10 | Ajdin Hrustic   |     | 58' |
| FW               | 23 | Craig Goodwin   |     | 58' |
| FW               | 21 | Garang Kuol     |     | 71' |
| FW               | 9  | Jamie Maclaren  |     | 71' |
| DF               | 5  | Fran Karačić    |     | 71' |
| Huấn luyện viên: |    |                 |     |     |
| Graham Arnold    |    |                 |     |     |

### Pháp vs Ba Lan
Cả hai gặp nhau 16 lần, Pháp thắng 8 trận, Ba Lan thắng 3 và hoà 5. Lần gần nhất là vào một trận giao hữu vào năm 2011, Pháp thắng 1-0. Hai đội đã từng gặp nhau tại trận tranh hạng ba World Cup 1982, Ba Lan thắng 3-2.
Ở phút 44, Olivier Giroud nhận đường chuyền của Kylian Mbappé trước khi sút vào góc phải khung thành đưa Pháp vượt lên dẫn trước. Mbappé nâng tỉ số lên 2–0 ở phút 74 khi anh nhận bóng bên cánh trái trong vòng cấm trước khi dứt điểm mạnh bằng chân phải vào góc cao bên trái của lưới. Mbappé ghi bàn thứ hai của trận đấu ở phút bù giờ đầu tiên với một cú cứa lòng bằng chân phải vào góc phải khung thành. Ở phút cuối cùng, Robert Lewandowski đã rút ngắn tỉ số thành 3–1 khi anh đưa bóng về phía bên trái trên chấm 11m sau một pha chơi bóng bằng tay của Dayot Upamecano.
| Pháp                             | 3–1      | Ba Lan                      |
| -------------------------------- | -------- | --------------------------- |
| - Giroud 44' - Mbappé 74', 90+1' | Chi tiết | - Lewandowski 90+9' (ph.đ.) |

| Pháp | Ba Lan |

| GK               | 1  | Hugo Lloris (c)     |     |       |
| RB               | 5  | Jules Koundé        |     | 90+2' |
| CB               | 4  | Raphaël Varane      |     |       |
| CB               | 18 | Dayot Upamecano     |     |       |
| LB               | 22 | Theo Hernandez      |     |       |
| CM               | 8  | Aurélien Tchouaméni | 32' | 66'   |
| CM               | 14 | Adrien Rabiot       |     |       |
| RW               | 11 | Ousmane Dembélé     |     | 76'   |
| AM               | 7  | Antoine Griezmann   |     |       |
| LW               | 10 | Kylian Mbappé       |     |       |
| CF               | 9  | Olivier Giroud      |     | 76'   |
| Thay người:      |    |                     |     |       |
| MF               | 13 | Youssouf Fofana     |     | 66'   |
| FW               | 20 | Kingsley Coman      |     | 76'   |
| FW               | 26 | Marcus Thuram       |     | 76'   |
| DF               | 3  | Axel Disasi         |     | 90+2' |
| Huấn luyện viên: |    |                     |     |       |
| Didier Deschamps |    |                     |     |       |

| GK                  | 1  | Wojciech Szczęsny      |     |     |
| RB                  | 2  | Matty Cash             | 88' |     |
| CB                  | 15 | Kamil Glik             |     |     |
| CB                  | 14 | Jakub Kiwior           |     | 87' |
| LB                  | 18 | Bartosz Bereszyński    | 47' |     |
| DM                  | 10 | Grzegorz Krychowiak    |     | 71' |
| CM                  | 20 | Piotr Zieliński        |     |     |
| CM                  | 19 | Sebastian Szymański    |     | 64' |
| RW                  | 13 | Jakub Kamiński         |     | 71' |
| LW                  | 24 | Przemysław Frankowski  |     | 87' |
| CF                  | 9  | Robert Lewandowski (c) |     |     |
| Thay người:         |    |                        |     |     |
| FW                  | 7  | Arkadiusz Milik        |     | 64' |
| MF                  | 21 | Nicola Zalewski        |     | 71' |
| MF                  | 6  | Krystian Bielik        |     | 71' |
| DF                  | 5  | Jan Bednarek           |     | 87' |
| MF                  | 11 | Kamil Grosicki         |     | 87' |
| Huấn luyện viên:    |    |                        |     |     |
| Czesław Michniewicz |    |                        |     |     |

### Anh vs Sénégal
Hai đội chưa từng gặp nhau.
Anh vượt lên dẫn trước ở phút 38 khi Jordan Henderson ghi bàn vào lưới từ cự ly 12m sau đường chuyền của Jude Bellingham bên cánh trái. Trong thời gian bù giờ của hiệp một, đương kim Chiếc giày vàng World Cup Harry Kane đã nâng tỷ số lên 2–0. Ở phút thứ 57, Foden chuyền từ cánh trái cho Bukayo Saka nâng tỷ số lên 3–0 bằng một pha dứt điểm đánh bại thủ môn Senegal Édouard Mendy.
| Anh                                     | 3–0      | Sénégal |
| --------------------------------------- | -------- | ------- |
| - Henderson 38' - Kane 45+3' - Saka 57' | Chi tiết |         |

| Anh | Senegal |

| GK               | 1  | Jordan Pickford  |  |     |
| RB               | 2  | Kyle Walker      |  |     |
| CB               | 5  | John Stones      |  | 76' |
| CB               | 6  | Harry Maguire    |  |     |
| LB               | 3  | Luke Shaw        |  |     |
| DM               | 4  | Declan Rice      |  |     |
| CM               | 8  | Jordan Henderson |  | 82' |
| CM               | 22 | Jude Bellingham  |  | 76' |
| RF               | 17 | Bukayo Saka      |  | 65' |
| CF               | 9  | Harry Kane (c)   |  |     |
| LF               | 20 | Phil Foden       |  | 65' |
| Thay người:      |    |                  |  |     |
| FW               | 11 | Marcus Rashford  |  | 65' |
| FW               | 7  | Jack Grealish    |  | 65' |
| MF               | 19 | Mason Mount      |  | 76' |
| DF               | 15 | Eric Dier        |  | 76' |
| MF               | 14 | Kalvin Phillips  |  | 82' |
| Huấn luyện viên: |    |                  |  |     |
| Gareth Southgate |    |                  |  |     |

| GK               | 16 | Édouard Mendy         |     |     |
| RB               | 21 | Youssouf Sabaly       |     |     |
| CB               | 3  | Kalidou Koulibaly (c) | 76' |     |
| CB               | 22 | Abdou Diallo          |     |     |
| LB               | 14 | Ismail Jakobs         |     | 84' |
| CM               | 11 | Pathé Ciss            |     | 46' |
| CM               | 6  | Nampalys Mendy        |     |     |
| RW               | 15 | Krépin Diatta         |     | 46' |
| AM               | 13 | Iliman Ndiaye         |     | 46' |
| LW               | 18 | Ismaïla Sarr          |     |     |
| CF               | 9  | Boulaye Dia           |     | 72' |
| Thay người:      |    |                       |     |     |
| MF               | 17 | Pape Matar Sarr       |     | 46' |
| FW               | 20 | Bamba Dieng           |     | 46' |
| MF               | 26 | Pape Gueye            |     | 46' |
| FW               | 19 | Famara Diédhiou       |     | 72' |
| DF               | 12 | Fodé Ballo-Touré      |     | 84' |
| Huấn luyện viện: |    |                       |     |     |
| Aliou Cissé      |    |                       |     |     |

### Nhật Bản vs Croatia
Hai đội gặp nhau 3 lần, lần gần nhất là tại World Cup 2006, hai đội hoà nhau 0-0.
Ở phút thứ 43, Daizen Maeda mở tỉ số bằng một pha dứt điểm trong vòng cấm sau đường trả bóng từ cánh trái. Ở phút thứ 55, Ivan Perišić gỡ hòa khi đánh đầu dũng mãnh vào góc phải lưới sau đường chuyền của Dejan Lovren từ cánh phải. Trận đấu bước sang hiệp phụ mà không có bàn thắng nào được ghi và phải bước vào loạt sút luân lưu. Nhật Bản sút hỏng ba trong số bốn quả phạt đền, tất cả đều bị thủ môn Dominik Livaković cản phá. Pašalić đã ấn định tỉ số 3-1 trên loạt luân lưu. Livaković trở thành thủ môn thứ ba thực hiện ba pha cứu thua trong loạt sút luân lưu tại World Cup, sau Ricardo năm 2006 và người đồng hương Danijel Subašić năm 2018.
| Nhật Bản                              | 1–1 (s.h.p.) | Croatia                                |
| ------------------------------------- | ------------ | -------------------------------------- |
| - Maeda 43'                           | Chi tiết     | - Perišić 55'                          |
| Loạt sút luân lưu                     |              |                                        |
| - Minamino - Mitoma - Asano - Yoshida | 1–3          | - Vlašić - Brozović - Livaja - Pašalić |

| Nhật Bản | Croatia |

| GK               | 12 | Shūichi Gonda     |  |      |
| CB               | 16 | Takehiro Tomiyasu |  |      |
| CB               | 22 | Maya Yoshida (c)  |  |      |
| CB               | 3  | Shogo Taniguchi   |  |      |
| RM               | 14 | Junya Ito         |  |      |
| CM               | 6  | Wataru Endo       |  |      |
| CM               | 13 | Hidemasa Morita   |  | 106' |
| LM               | 5  | Yuto Nagatomo     |  | 64'  |
| RF               | 8  | Ritsu Dōan        |  | 87'  |
| CF               | 25 | Daizen Maeda      |  | 64'  |
| LF               | 15 | Daichi Kamada     |  | 75'  |
| Thay người:      |    |                   |  |      |
| MF               | 9  | Mitoma Kaoru      |  | 64'  |
| FW               | 18 | Takuma Asano      |  | 64'  |
| DF               | 19 | Hiroki Sakai      |  | 75'  |
| MF               | 10 | Takumi Minamino   |  | 87'  |
| MF               | 17 | Ao Tanaka         |  | 106' |
| Huấn luyện viên: |    |                   |  |      |
| Hajime Moriyasu  |    |                   |  |      |

| GK               | 1  | Dominik Livaković |      |      |      |
| RB               | 22 | Josip Juranović   |      |      |      |
| CB               | 6  | Dejan Lovren      |      |      |      |
| CB               | 20 | Joško Gvardiol    |      |      |      |
| LB               | 3  | Borna Barišić     |      |      |      |
| DM               | 11 | Marcelo Brozović  | 116' |      |      |
| CM               | 10 | Luka Modrić (c)   |      | 99'  |      |
| CM               | 8  | Mateo Kovačić     | 90'  | 99'  |      |
| RF               | 9  | Andrej Kramarić   |      | 68'  |      |
| CF               | 16 | Bruno Petković    |      | 62'  |      |
| LF               | 4  | Ivan Perišić      |      | 106' |      |
| Thay người:      |    |                   |      |      |      |
| FW               | 17 | Ante Budimir      |      | 62'  | 106' |
| MF               | 15 | Mario Pašalić     |      | 68'  |      |
| MF               | 13 | Nikola Vlašić     |      | 99'  |      |
| MF               | 7  | Lovro Majer       |      | 99'  |      |
| FW               | 14 | Marko Livaja      |      |      | 106' |
| FW               | 18 | Mislav Oršić      |      | 106' |      |
| Huấn luyện viên: |    |                   |      |      |      |
| Zlatko Dalić     |    |                   |      |      |      |

### Brasil vs Hàn Quốc
Hai đội gặp nhau 7 lần, Brazil thắng 6, Hàn Quốc thắng 1. Hai đội gặp nhau lần gần nhất vào năm 2022, Brazil thắng 5-1.
Vinícius Júnior mở tỷ số cho Brazil ở phút thứ 7 khi anh ghi bàn bằng một cú sút chân phải. Sáu phút sau, Brazil được hưởng quả phạt đền khi Richarlison bị phạm lỗi ngay trong vòng cấm, Neymar thực hiện quả phạt đền bằng một cú sút vào góc phải đánh lừa thủ môn Kim Seung-Gyu. Richarlison nâng tỷ số lên 3–0 ở phút 29 khi anh khống chế bóng bằng đầu trước khi nhận lại bóng từ Thiago Silva và sút vào góc trái khung thành. Lucas Paqueta ghi bàn thắng thứ tư ở phút 36 khi anh bắt vô-lê vào góc trái của lưới bằng chân phải sau đường chuyền của Vinícius Júnior bên cánh trái. Hàn Quốc gỡ lại một bàn trong hiệp hai khi Paik Seung-ho tung cú dứt điểm đẹp mắt đến góc phải lưới từ cự ly hơn 30m. Khi còn mười phút và dẫn trước ba bàn, thủ môn Alisson được thay bằng thủ môn Weverton, khiến Brazil trở thành đội đầu tiên sử dụng 26 cầu thủ khác nhau trong một kỳ World Cup và cho cả 26 cầu thủ thi đấu trong giải đấu. 
Đây là trận đấu cuối cùng của Sân vận động 974, trước khi sân được dỡ bỏ.
| Brasil                                                             | 4–1      | Hàn Quốc            |
| ------------------------------------------------------------------ | -------- | ------------------- |
| - Vinícius 7' - Neymar 13' (ph.đ.) - Richarlison 29' - Paquetá 36' | Chi tiết | - Paik Seung-ho 76' |

| Brazil | Hàn Quốc |

| GK               | 1  | Alisson            |  | 80' |
| RB               | 14 | Éder Militão       |  | 63' |
| CB               | 4  | Marquinhos         |  |     |
| CB               | 3  | Thiago Silva (c)   |  |     |
| LB               | 2  | Danilo             |  | 72' |
| CM               | 5  | Casemiro           |  |     |
| CM               | 7  | Lucas Paquetá      |  |     |
| RW               | 11 | Raphinha           |  |     |
| AM               | 10 | Neymar             |  | 80' |
| LW               | 20 | Vinícius Júnior    |  | 72' |
| CF               | 9  | Richarlison        |  |     |
| Thay người:      |    |                    |  |     |
| DF               | 13 | Dani Alves         |  | 63' |
| FW               | 26 | Gabriel Martinelli |  | 72' |
| DF               | 24 | Bremer             |  | 72' |
| GK               | 12 | Weverton           |  | 80' |
| FW               | 21 | Rodrygo            |  | 80' |
| Huấn luyện viên: |    |                    |  |     |
| Tite             |    |                    |  |     |

| GK               | 1  | Kim Seung-gyu     |     |     |
| RB               | 15 | Kim Moon-hwan     |     |     |
| CB               | 4  | Kim Min-jae       |     |     |
| CB               | 19 | Kim Young-gwon    |     |     |
| LB               | 3  | Kim Jin-su        |     | 46' |
| RM               | 10 | Lee Jae-sung      |     | 74' |
| CM               | 5  | Jung Woo-young    | 44' | 46' |
| CM               | 6  | Hwang In-beom     |     | 65' |
| LM               | 11 | Hwang Hee-chan    |     |     |
| CF               | 9  | Cho Gue-sung      |     | 80' |
| CF               | 7  | Son Heung-min (c) |     |     |
| Thay người:      |    |                   |     |     |
| DF               | 14 | Hong Chul         |     | 46' |
| MF               | 13 | Son Jun-ho        |     | 46' |
| MF               | 8  | Paik Seung-ho     |     | 65' |
| MF               | 18 | Lee Kang-in       |     | 74' |
| FW               | 16 | Hwang Ui-jo       |     | 80' |
| Huấn luyện viên: |    |                   |     |     |
| Paulo Bento      |    |                   |     |     |

### Maroc vs Tây Ban Nha
Hai đội gặp nhau ba lần. Tây Ba Nha thắng 2 và hoà 1. Lần gặp nhau gần đây nhất của hai đội kết thúc với tỷ số hòa 2–2 ở vòng bảng World Cup 2018. 
Sau 120 phút không bàn thắng, trận đấu bước vào loạt sút luân lưu, Maroc đã giành chiến thắng để lần đầu tiên lọt vào tứ kết. Achraf Hakimi đã thực hiện thành công quả phạt đền quyết định bằng một pha Panelka vào chính giữa khung thành. Maroc cũng trở thành quốc gia Ả Rập đầu tiên lọt vào tứ kết và là quốc gia châu Phi thứ tư - sau Cameroon năm 1990, Senegal năm 2002 và Ghana năm 2010. Huấn luyện viên Walid Regragui trở thành người châu Phi đầu tiên và người Ả Rập đầu tiên đạt được thành tích này.
| Maroc                               | 0–0 (s.h.p.) | Tây Ban Nha                  |
| ----------------------------------- | ------------ | ---------------------------- |
|                                     | Chi tiết     |                              |
| Loạt sút luân lưu                   |              |                              |
| - Sabiri - Ziyech - Benoun - Hakimi | 3–0          | - Sarabia - Soler - Busquets |

| Maroc | Tây Ban Nha |

| GK               | 1  | Yassine Bounou      |     |      |
| RB               | 2  | Achraf Hakimi       |     |      |
| CB               | 5  | Nayef Aguerd        |     | 84'  |
| CB               | 6  | Romain Saïss (c)    | 90' |      |
| LB               | 3  | Noussair Mazraoui   |     | 82'  |
| DM               | 4  | Sofyan Amrabat      |     |      |
| CM               | 8  | Azzedine Ounahi     |     | 120' |
| CM               | 15 | Selim Amallah       |     | 82'  |
| RF               | 7  | Hakim Ziyech        |     |      |
| CF               | 19 | Youssef En-Nesyri   |     | 82'  |
| LF               | 17 | Sofiane Boufal      |     | 66'  |
| Thay người:      |    |                     |     |      |
| FW               | 16 | Abde Ezzalzouli     |     | 66'  |
| FW               | 11 | Abdelhamid Sabiri   |     | 82'  |
| FW               | 21 | Walid Cheddira      |     | 82'  |
| DF               | 25 | Yahia Attiyat Allah |     | 82'  |
| DF               | 18 | Jawad El Yamiq      |     | 84'  |
| DF               | 24 | Badr Benoun         |     | 120' |
| Huấn luyện viên: |    |                     |     |      |
| Walid Regragui   |    |                     |     |      |

| GK               | 23 | Unai Simón          |     |     |      |
| RB               | 6  | Marcos Llorente     |     |     |      |
| CB               | 16 | Rodri               |     |     |      |
| CB               | 24 | Aymeric Laporte     | 77' |     |      |
| LB               | 18 | Jordi Alba          |     | 98' |      |
| DM               | 5  | Sergio Busquets (c) |     |     |      |
| CM               | 9  | Gavi                |     | 63' |      |
| CM               | 26 | Pedri               |     |     |      |
| RF               | 11 | Ferran Torres       |     | 75' |      |
| CF               | 10 | Marco Asensio       |     | 63' |      |
| LF               | 21 | Dani Olmo           |     | 98' |      |
| Thay người:      |    |                     |     |     |      |
| FW               | 7  | Álvaro Morata       |     | 63' |      |
| MF               | 19 | Carlos Soler        |     | 63' |      |
| FW               | 12 | Nico Williams       |     | 75' | 118' |
| DF               | 14 | Alejandro Balde     |     | 98' |      |
| FW               | 25 | Ansu Fati           |     | 98' |      |
| FW               | 22 | Pablo Sarabia       |     |     | 118' |
| Huấn luyện viên: |    |                     |     |     |      |
| Luis Enrique     |    |                     |     |     |      |

### Bồ Đào Nha vs Thụy Sĩ
Bồ Đào Nha đã gặp Thụy Sĩ 25 lần, thắng 9, hòa 5 và thua 11. Họ gặp nhau ở vòng loại World Cup vào các năm 1938, 1970, 1990, 1994 và 2018. Cả hai đội gặp nhau gần đây nhất vào tháng 6 năm 2022, với chiến thắng 1–0 của Thụy Sĩ tại UEFA Nations League A 2022–23 . 
Ronaldo đã không nằm trong đội hình xuất phát của tuyển Bồ Đào Nha, kể từ trận đấu với Thuỵ Sĩ ở Euro 2008. Thay thế anh là cầu thủ trẻ Gonçalo Ramos, người có lần ra sân đầu tiên cho đội tuyển quốc gia. Ramos trở thành cầu thủ đầu tiên lập hat-trick trong lần đầu tiên đá chính tại World Cup kể từ năm 2002, khi Miroslav Klose làm được điều này, và là cầu thủ trẻ nhất lập hat-trick tại World Cup, kể từ khi Florian Albert làm được điều này vào năm 1962. Ngoài ra, anh còn kiến tạo cho bàn thắng thứ tư của Bồ Đào Nha do Raphaël Guerreiro ghi. Pepe trở thành cầu thủ lớn tuổi nhất ghi bàn tại vòng loại trực tiếp của World Cup và là cầu thủ lớn tuổi thứ hai ghi bàn tại một kỳ World Cup, chỉ xếp sau Roger Milla, người đã ghi bàn thắng danh dự cho Cameroon trong trận thua 1-6 trước Nga. Manuel Akanji ghi bàn thắng danh trước khi cầu thủ vào thay người Rafael Leão ấn định tỉ số 6-1.
| Bồ Đào Nha                                                    | 6–1      | Thụy Sĩ      |
| ------------------------------------------------------------- | -------- | ------------ |
| - Ramos 17', 51', 67' - Pepe 33' - Guerreiro 55' - Leão 90+2' | Chi tiết | - Akanji 58' |

| Bồ Đào Nha | Thụy Sĩ |

| GK               | 22 | Diogo Costa       |  |     |
| RB               | 2  | Diogo Dalot       |  |     |
| CB               | 3  | Pepe (c)          |  |     |
| CB               | 4  | Rúben Dias        |  |     |
| LB               | 5  | Raphaël Guerreiro |  |     |
| DM               | 14 | William Carvalho  |  |     |
| CM               | 25 | Otávio            |  | 74' |
| CM               | 10 | Bernardo Silva    |  | 81' |
| RF               | 8  | Bruno Fernandes   |  | 87' |
| CF               | 26 | Gonçalo Ramos     |  | 74' |
| LF               | 11 | João Félix        |  | 74' |
| Thay người:      |    |                   |  |     |
| FW               | 21 | Ricardo Horta     |  | 74' |
| MF               | 16 | Vitinha           |  | 74' |
| FW               | 7  | Cristiano Ronaldo |  | 74' |
| MF               | 18 | Rúben Neves       |  | 81' |
| FW               | 15 | Rafael Leão       |  | 87' |
| Huấn luyện viên: |    |                   |  |     |
| Fernando Santos  |    |                   |  |     |

| GK               | 1  | Yann Sommer         |     |     |
| RB               | 2  | Edimilson Fernandes |     |     |
| CB               | 22 | Fabian Schär        | 43' | 46' |
| CB               | 5  | Manuel Akanji       |     |     |
| LB               | 13 | Ricardo Rodríguez   |     |     |
| CM               | 8  | Remo Freuler        |     | 54' |
| CM               | 10 | Granit Xhaka (c)    |     |     |
| RW               | 23 | Xherdan Shaqiri     |     |     |
| AM               | 15 | Djibril Sow         |     | 54' |
| LW               | 17 | Ruben Vargas        |     | 66' |
| CF               | 7  | Breel Embolo        |     | 89' |
| Thay người:      |    |                     |     |     |
| DF               | 18 | Eray Cömert         | 59' | 46' |
| MF               | 6  | Denis Zakaria       |     | 54' |
| FW               | 9  | Haris Seferovic     |     | 54' |
| FW               | 19 | Noah Okafor         |     | 66' |
| MF               | 26 | Ardon Jashari       |     | 89' |
| Huấn luyện viên: |    |                     |     |     |
| Murat Yakin      |    |                     |     |     |

## Tứ kết

### Croatia vs Brasil
Hai đội đã từng bốn lần gặp nhau, trong đó Brasil luôn chiếm thế thượng phong trước Croatia. Lần gần nhất họ gặp nhau là vào trận giao hữu vào ngày 3 tháng 6 năm 2018, khi đó Brasil thắng Croatia với tỷ số 2–0. Hai chiến thắng còn lại của Brasil trước Croatia đều nằm ở các kỳ World Cup trước đó: thắng 1–0 vào năm 2006 và thắng 3–1 vào năm 2014.
Neymar đã mở tỷ số ngay trước khi hiệp phụ thứ nhất kết thúc. Anh nhận bóng từ Lucas Paquetá trước khi dẫn bóng qua thủ môn và dứt điểm. Tuy nhiên, một sai lầm trong phòng ngự đã khiến Brazil mất lợi thế dẫn trước khi Bruno Petković gỡ hòa ở cuối trận. Đây cũng là cú sút trúng đích duy nhất của Croatia trong trận đấu.  Trong loạt sút luân lưu, Croatia đã thành công cả 4 quả phạt đền của họ, trong khi cầu thủ thực hiện quả phạt đền đầu tiên cho Brazil là Rodrygo đã bị Dominik Livaković cản phá và Marquinhos đã đưa bóng vào cột dọc. Croatia lọt vào vòng bán kết World Cup lần thứ hai liên tiếp và lần thứ ba trong lịch sử, trong khi Brazil lần thứ năm liên tiếp bị loại khỏi giải đấu bởi các đội châu Âu sau chiến thắng trong trận chung kết World Cup 2002 trước Đức. Đồng thời, Brazil cũng bị loại trong cả 4 trận tứ kết liên tiếp ở World Cup (không tính lần họ đăng cai tại World Cup 2014).

| Croatia                           | 1–1 (s.h.p.) | Brasil                                    |
| --------------------------------- | ------------ | ----------------------------------------- |
| - Petković 117'                   | Chi tiết     | - Neymar 105+1'                           |
| Loạt sút luân lưu                 |              |                                           |
| - Vlašić - Majer - Modrić - Oršić | 4–2          | - Rodrygo - Casemiro - Pedro - Marquinhos |

| Croatia | Brazil |

| GK               | 1  | Dominik Livaković |      |      |
| RB               | 22 | Josip Juranović   |      |      |
| CB               | 6  | Dejan Lovren      |      |      |
| CB               | 20 | Joško Gvardiol    |      |      |
| LB               | 19 | Borna Sosa        |      | 110' |
| DM               | 11 | Marcelo Brozović  | 31'  | 114' |
| CM               | 10 | Luka Modrić (c)   |      |      |
| CM               | 8  | Mateo Kovačić     |      | 106' |
| RF               | 15 | Mario Pašalić     |      | 72'  |
| CF               | 9  | Andrej Kramarić   |      | 72'  |
| LF               | 4  | Ivan Perišić      |      |      |
| Thay người:      |    |                   |      |      |
| MF               | 13 | Nikola Vlašić     |      | 72'  |
| FW               | 16 | Bruno Petković    | 117' | 72'  |
| MF               | 7  | Lovro Majer       |      | 106' |
| FW               | 14 | Ante Budimir      |      | 110' |
| FW               | 18 | Mislav Oršić      |      | 114' |
| Huấn luyện viên: |    |                   |      |      |
| Zlatko Dalić     |    |                   |      |      |

| GK               | 1  | Alisson          |     |      |
| RB               | 14 | Éder Militão     |     | 106' |
| CB               | 4  | Marquinhos       | 77' |      |
| CB               | 3  | Thiago Silva (c) |     |      |
| LB               | 2  | Danilo           | 25' |      |
| CM               | 5  | Casemiro         | 68' |      |
| AM               | 7  | Lucas Paquetá    |     | 106' |
| AM               | 10 | Neymar           |     |      |
| RW               | 11 | Raphinha         |     | 56'  |
| LW               | 20 | Vinícius Júnior  |     | 64'  |
| CF               | 9  | Richarlison      |     | 84'  |
| Thay người:      |    |                  |     |      |
| MF               | 19 | Antony           |     | 56'  |
| FW               | 21 | Rodrygo Goes     |     | 64'  |
| FW               | 25 | Pedro Santos     |     | 84'  |
| DF               | 6  | Alex Sandro      |     | 106' |
| MF               | 8  | Fred             |     | 106' |
| Huấn luyện viên: |    |                  |     |      |
| Tite             |    |                  |     |      |

### Hà Lan vs Argentina
Hai đội đã gặp nhau 9 lần, Argentina thắng 1, Hà Lan thắng 4 và hoà 4. Họ từng gặp nhau ở các kỳ World Cup 1974, 1978, 1998, 2006 và lần gần nhất vào năm 2014, trong trận bán kết World Cup, Argentina thắng 4-2 trong loạt sút luân lưu.
Nahuel Molina mở tỉ số cho Argentina ở phút thứ 35 sau khi anh nhận đường chuyền của Lionel Messi rồi chiến thắng trong tình huống đối đầu với thủ môn Noppert. Messi nâng tỷ số lên 2–0 ở phút 73 bằng một quả phạt đền sau khi Marcos Acuña bị phạm lỗi trong vòng cấm. Cầu thủ vào thay người Hà Lan Wout Weghorst đã gỡ hòa ở phút 83 bằng một pha đánh đầu. Sau đó, Weghorst có bàn thắng thứ hai ở phút bù giờ thứ mười một từ một quả phạt trực tiếp ở sát vòng cấm. Anh đã nhận đường chuyền của đồng đội rồi dứt điểm, buộc hai đội phải tiến vào hiệp phụ, và cuối cùng kết thúc bằng loạt sút luân lưu. Giống như cuộc chạm trán năm 2014, hai cầu thủ Hà Lan sút hỏng từ chấm phạt đền và bốn cầu thủ Argentina thành công. 
Trận đấu có tổng cộng 18 thẻ vàng, phá vỡ kỷ lục 16 thẻ được thiết lập trong một trận đấu loại trực tiếp khác của Hà Lan ở vòng 16 đội vào năm 2006 trước Bồ Đào Nha.  Các quyết định của trọng tài Antonio Mateu Lahoz đã nhận nhiều chỉ trích, vì người hâm mộ và giới truyền thông coi thẻ vàng là quá nhẹ tay đối với một số pha phạm lỗi, trong khi tình huống Messi dùng tay chơi bóng lại bị bỏ qua. Số lượng thẻ vàng mà Mateu Lahoz đã rút ra cũng bị chỉ trích.  Vì điều này, trận đấu thường được gọi là Trận Lusail.
Trận đấu cũng bị dừng bởi cái chết của nhà báo thể thao người Mỹ Grant Wahl sau khi anh bị đột quỵ ở cuối trận khi đang theo dõi trận đấu trong khu vực dành cho phóng viên.
| Hà Lan                                                      | 2–2 (s.h.p.) | Argentina                                         |
| ----------------------------------------------------------- | ------------ | ------------------------------------------------- |
| - Weghorst 83', 90+11'                                      | Chi tiết     | - Molina 35' - Messi 73' (ph.đ.)                  |
| Loạt sút luân lưu                                           |              |                                                   |
| - Van Dijk - Berghuis - Koopmeiners - Weghorst - L. de Jong | 3–4          | - Messi - Paredes - Montiel - Fernández - Lautaro |

| Hà Lan | Argentina |

| GK               | 23 | Andries Noppert     |               |      |
| CB               | 2  | Jurriën Timber      | 43'           |      |
| CB               | 4  | Virgil van Dijk (c) |               |      |
| CB               | 5  | Nathan Aké          |               |      |
| RM               | 22 | Denzel Dumfries     | 120+8' 120+9' |      |
| CM               | 15 | Marten de Roon      |               | 46'  |
| CM               | 21 | Frenkie de Jong     |               |      |
| LM               | 17 | Daley Blind         |               | 64'  |
| AM               | 8  | Cody Gakpo          |               | 113' |
| CF               | 10 | Memphis Depay       | 76'           | 78'  |
| CF               | 7  | Steven Bergwijn     | 91'           | 46'  |
| Thay người:      |    |                     |               |      |
| MF               | 11 | Steven Berghuis     | 88'           | 46'  |
| MF               | 20 | Teun Koopmeiners    |               | 46'  |
| FW               | 9  | Luuk de Jong        |               | 64'  |
| FW               | 19 | Wout Weghorst       | 45+2'         | 78'  |
| FW               | 12 | Noa Lang            | 120+9'        | 113' |
| Huấn luyện viên: |    |                     |               |      |
| Louis van Gaal   |    |                     |               |      |

| GK               | 23             | Emiliano Martínez   |        |      |
| CB               | 13             | Cristian Romero     | 45'    | 78'  |
| CB               | 19             | Nicolás Otamendi    | 90+12' |      |
| CB               | 25             | Lisandro Martínez   | 76'    | 112' |
| RWB              | 26             | Nahuel Molina       |        | 106' |
| LWB              | 8              | Marcos Acuña        | 43'    | 78'  |
| CM               | 7              | Rodrigo De Paul     |        | 67'  |
| CM               | 24             | Enzo Fernández      |        |      |
| CM               | 20             | Alexis Mac Allister |        |      |
| CF               | 9              | Julián Álvarez      |        | 82'  |
| CF               | 10             | Lionel Messi (c)    | 90+10' |      |
| Thay người:      |                |                     |        |      |
| MF               | 5              | Leandro Paredes     | 89'    | 67'  |
| DF               | 3              | Nicolás Tagliafico  |        | 78'  |
| DF               | 6              | Germán Pezzella     | 112'   | 78'  |
| FW               | 22             | Lautaro Martínez    |        | 82'  |
| DF               | 4              | Gonzalo Montiel     | 109'   | 106' |
| FW               | 11             | Ángel Di María      |        | 112' |
| Huấn luyện viên: |                |                     |        |      |
| Lionel Scaloni   | Lionel Scaloni | Lionel Scaloni      | 90'    |      |

### Maroc vs Bồ Đào Nha
Hai đội gặp nhau hai lần và đều tại các kỳ World Cup, Maroc thắng 3-1 năm 1986 và Bồ Đào Nha thắng 1-0 năm 2018.
Youssef En-Nesyri đưa Maroc vượt lên dẫn trước ở phút 42 khi anh bật cao đánh đầu. Ronaldo cũng đã được tung vào sân sau đó. Tuy nhiên, Maroc đã giữ vững cách biệt mong manh, trở thành quốc gia châu Phi đầu tiên và quốc gia Ả Rập đầu tiên lọt vào bán kết World Cup, đồng thời là quốc gia có dân số đa số theo Hồi giáo thứ hai lọt vào vòng bán kết, sau Thổ Nhĩ Kỳ năm 2002. 
| Maroc           | 1–0      | Bồ Đào Nha |
| --------------- | -------- | ---------- |
| - En-Nesyri 42' | Chi tiết |            |

| Maroc | Bồ Đào Nha |

| GK               | 1  | Yassine Bounou      |       |     |
| RB               | 2  | Achraf Hakimi       |       |     |
| CB               | 18 | Jawad El Yamiq      |       |     |
| CB               | 6  | Romain Saïss (c)    |       | 57' |
| LB               | 25 | Yahia Attiyat Allah |       |     |
| DM               | 4  | Sofyan Amrabat      |       |     |
| CM               | 8  | Azzedine Ounahi     |       |     |
| CM               | 15 | Selim Amallah       |       | 65' |
| RF               | 7  | Hakim Ziyech        |       | 82' |
| CF               | 19 | Youssef En-Nesyri   |       | 65' |
| LF               | 17 | Sofiane Boufal      |       | 82' |
| Thay người:      |    |                     |       |     |
| DF               | 20 | Achraf Dari         | 70'   | 57' |
| FW               | 21 | Walid Cheddira      | 90+3' | 65' |
| DF               | 24 | Badr Benoun         |       | 65' |
| MF               | 25 | Yahya Jabrane       |       | 82' |
| FW               | 14 | Zakaria Aboukhlal   |       | 82' |
| Huấn luyện viên: |    |                     |       |     |
| Walid Regragui   |    |                     |       |     |

| GK               | 22 | Diogo Costa       |     |     |
| RB               | 2  | Diogo Dalot       |     | 79' |
| CB               | 3  | Pepe (c)          |     |     |
| CB               | 4  | Rúben Dias        |     |     |
| LB               | 5  | Raphaël Guerreiro |     | 51' |
| DM               | 18 | Rúben Neves       |     | 51' |
| CM               | 25 | Otávio            |     | 69' |
| CM               | 10 | Bernardo Silva    |     |     |
| RF               | 8  | Bruno Fernandes   |     |     |
| CF               | 26 | Gonçalo Ramos     |     | 69' |
| LF               | 11 | João Félix        |     |     |
| Thay người:      |    |                   |     |     |
| DF               | 20 | João Cancelo      |     | 51' |
| FW               | 7  | Cristiano Ronaldo |     | 51' |
| MF               | 16 | Vitinha           | 87' | 69' |
| FW               | 15 | Rafael Leão       |     | 69' |
| FW               | 21 | Ricardo Horta     |     | 79' |
| Huấn luyện viên: |    |                   |     |     |
| Fernando Santos  |    |                   |     |     |

### Anh vs Pháp
Hai đội đã gặp nhau 31 lần, Anh thắng 17, hòa 5 và Pháp thắng 9. Hai đội đã từng gặp nhau tại World Cup 2 lần;  Anh thắng cả hai lần: 2–0 ở vòng bảng năm 1966 và 3–1 ở vòng bảng đầu tiên năm 1982. Họ gặp nhau gần nhất là vào năm 2017 trong một trận giao hữu, Pháp thắng 3-2.

Ở phút thứ 17, Aurélien Tchouaméni mở tỷ số bằng một cú sút từ ngoài vòng cấm vào góc cao bên trái, đánh bại thủ môn Jordan Pickford. Cũng trong hiệp một, tiền đạo tuyển Anh Bukayo Saka đã ngã trong vòng cấm, nhưng anh đã không bị phạm lỗi trong tình huống đó. Đầu hiệp hai, Tchouaméni phạm lỗi với Saka trong vòng cấm. Harry Kane ghi bàn vào lưới Hugo Lloris bằng một cú sút vào bên cánh trái, đưa Kane ngang hàng với Wayne Rooney với tư cách là cầu thủ ghi bàn nhiều nhất mọi thời đại của đội tuyển Anh với 53 bàn thắng. Olivier Giroud cũng đã ghi bàn thắng quốc tế thứ 53 ở phút thứ 78 bằng một cú đánh đầu vào lưới sau đường chuyền của Antoine Griezmann bên cánh trái. Ở phút 84, Anh được hưởng quả phạt đền thứ hai khi cầu thủ vào thay người Mason Mount bị Théo Hernandez phạm lỗi trong vòng cấm. Kane một lần nữa thực hiện quả phạt đền nhưng lại sút vọt xà ngang, giúp Pháp giành chiến thắng 2-1. Pháp trở thành nhà đương kim vô địch thế giới đầu tiên lọt vào bán kết World Cup kể từ Brazil vào năm 1998, đội mà Pháp đã đánh bại trong chính trận chung kết đó. Pháp, cùng với đương kim á quân Croatia, trở thành hai đội đầu tiên vào trận chung kết World Cup trước đó lọt vào bán kết của kỳ World Cup tiếp theo, sau Argentina và Tây Đức năm 1990.
| Anh                | 1–2      | Pháp                          |
| ------------------ | -------- | ----------------------------- |
| - Kane 54' (ph.đ.) | Chi tiết | - Tchouaméni 17' - Giroud 78' |

| Anh | Pháp |

| GK               | 1  | Jordan Pickford  |     |       |
| RB               | 2  | Kyle Walker      |     |       |
| CB               | 5  | John Stones      |     | 90+8' |
| CB               | 6  | Harry Maguire    | 90' |       |
| LB               | 3  | Luke Shaw        |     |       |
| DM               | 4  | Declan Rice      |     |       |
| CM               | 8  | Jordan Henderson |     | 79'   |
| CM               | 22 | Jude Bellingham  |     |       |
| RF               | 17 | Bukayo Saka      |     | 79'   |
| CF               | 9  | Harry Kane (c)   |     |       |
| LF               | 20 | Phil Foden       |     | 85'   |
| Thay người:      |    |                  |     |       |
| MF               | 19 | Mason Mount      |     | 79'   |
| FW               | 10 | Raheem Sterling  |     | 79'   |
| FW               | 11 | Marcus Rashford  |     | 85'   |
| FW               | 7  | Jack Grealish    |     | 90+8' |
| Huấn luyện viên: |    |                  |     |       |
| Gareth Southgate |    |                  |     |       |

| GK               | 1  | Hugo Lloris (c)     |     |     |
| RB               | 5  | Jules Koundé        |     |     |
| CB               | 4  | Raphaël Varane      |     |     |
| CB               | 18 | Dayot Upamecano     |     |     |
| LB               | 22 | Theo Hernandez      | 82' |     |
| CM               | 8  | Aurélien Tchouaméni |     |     |
| CM               | 14 | Adrien Rabiot       |     |     |
| RW               | 11 | Ousmane Dembélé     | 46' | 79' |
| AM               | 7  | Antoine Griezmann   | 43' |     |
| LW               | 10 | Kylian Mbappé       |     |     |
| CF               | 9  | Olivier Giroud      |     |     |
| Thay người:      |    |                     |     |     |
| FW               | 20 | Kingsley Coman      |     | 79' |
| Huấn luyện viên: |    |                     |     |     |
| Didier Deschamps |    |                     |     |     |

## Bán kết

### Argentina vs Croatia
Hai đội đã gặp nhau 5 lần, mỗi đội thắng 2 trận và hòa nhau 1 trận. Hai trong số các trận đấu này diễn ra ở vòng bảng World Cup, Argentina thắng 1–0 vào năm 1998, sau đó Croatia thắng 3–0 vào năm 2018.
Thế trận khá cân bằng trong khoảng thời gian đầu. Bước ngoặt xảy ra ở phút 34, khi Julian Alvarez bị phạm lỗi trong vòng cấm. Trọng tài  Daniele Orsato đã rút thẻ vàng Livaković và cho Argentina được hưởng quả phạt đền, Lionel Messi đã thực hiện thành công quả phạt đền vào phía bên phải khung thành. Phút 39, Álvarez vượt qua hàng thủ Croatia và ghi bàn thắng thứ hai cho Argentina. Trong nửa sau của trận đấu, huấn luyện viên Croatia Zlatko Dalić đã thay năm cầu thủ, bao gồm cả đội trưởng Luka Modrić, để tăng cường khả năng tấn công của đội, nhưng điều này không ngăn được Messi và Álvarez ghi thêm bàn thắng. Phút 69, Messi lừa bóng qua Gvardiol rồi chuyền bóng cho Álvarez từ cánh phải, tạo điều kiện cho Álvarez lập cú đúp. Trận đấu kết thúc với tỷ số 3–0 nghiêng về Argentina. Bàn thắng trên chấm phạt đền của Messi đưa anh phá kỷ lục của người đàn anh Gabriel Batistuta với tư cách là cầu thủ ghi nhiều bàn thắng nhất cho Argentina tại World Cup, với 11 bàn thắng, và trận đấu này cũng giúp Messi san bằng kỷ lục thi đấu nhiều trận nhất tại World Cup của cựu cầu thủ Đức Lothar Matthäus, với trận chung kết sẽ là trận đấu thứ 26 của anh. 

| Argentina                              | 3–0      | Croatia |
| -------------------------------------- | -------- | ------- |
| - Messi 34' (ph.đ.) - Álvarez 39', 69' | Chi tiết |         |

| Argentina | Croatia |

| GK               | 23 | Emiliano Martínez   |     |     |
| RB               | 26 | Nahuel Molina       |     | 86' |
| CB               | 13 | Cristian Romero     | 68' |     |
| CB               | 19 | Nicolás Otamendi    | 71' |     |
| LB               | 3  | Nicolás Tagliafico  |     |     |
| RM               | 7  | Rodrigo De Paul     |     | 74' |
| CM               | 5  | Leandro Paredes     |     | 62' |
| CM               | 24 | Enzo Fernández      |     |     |
| LM               | 20 | Alexis Mac Allister |     | 86' |
| CF               | 10 | Lionel Messi (c)    |     |     |
| CF               | 9  | Julián Álvarez      |     | 74' |
| Thay người:      |    |                     |     |     |
| DF               | 25 | Lisandro Martínez   |     | 62' |
| MF               | 14 | Exequiel Palacios   |     | 74' |
| FW               | 21 | Paulo Dybala        |     | 74' |
| FW               | 15 | Ángel Correa        |     | 86' |
| DF               | 2  | Juan Foyth          |     | 86' |
| Huấn luyện viên: |    |                     |     |     |
| Lionel Scaloni   |    |                     |     |     |

| GK               | 1  | Dominik Livaković | 32' |     |
| RB               | 22 | Josip Juranović   |     |     |
| CB               | 6  | Dejan Lovren      |     |     |
| CB               | 20 | Joško Gvardiol    |     |     |
| LB               | 19 | Borna Sosa        |     | 46' |
| DM               | 11 | Marcelo Brozović  |     | 50' |
| CM               | 10 | Luka Modrić (c)   |     | 81' |
| CM               | 8  | Mateo Kovačić     | 32' |     |
| RF               | 15 | Mario Pašalić     |     | 46' |
| CF               | 9  | Andrej Kramarić   |     | 72' |
| LF               | 4  | Ivan Perišić      |     |     |
| Thay người:      |    |                   |     |     |
| FW               | 18 | Mislav Oršić      |     | 46' |
| MF               | 13 | Nikola Vlašić     |     | 46' |
| FW               | 16 | Bruno Petković    |     | 50' |
| FW               | 14 | Marko Livaja      |     | 72' |
| MF               | 7  | Lovro Majer       |     | 81' |
| Huấn luyện viên: |    |                   |     |     |
| Zlatko Dalić     |    |                   |     |     |

### Pháp vs Maroc
Pháp đã gặp Maroc 7 lần, thắng 5 trận và hòa 2 trận. Hai đội gặp nhau gần đây nhất trong một trận giao hữu vào năm 2007, trận đấu kết thúc với tỷ số hòa 2–2. Đây sẽ là trận đấu World Cup đầu tiên giữa hai đội.
Trận đấu này sẽ là trận bán kết World Cup đầu tiên có một đội châu Phi và cũng là trận đầu tiên có sự tham gia của một quốc gia Ả Rập. Đây là lần thứ 3 một đội từ một liên đoàn không phải châu Âu và Nam Mỹ lọt vào trận bán kết World Cup, sau Hoa Kỳ năm 1930 và Hàn Quốc năm 2002.
Ở phút thứ năm, Théo Hernandez đã ghi bàn bằng một cú vô lê từ góc hẹp bên trái sau khi cú sút của Kylian Mbappé đi chệch hướng, giúp Pháp vượt lên dẫn trước. Bàn thắng của Hernandez, được tính vào thời gian 4 phút 39 giây, là bàn thắng nhanh nhất trong một trận bán kết World Cup kể từ khi Vavá ghi bàn ở phút thứ hai trong chiến thắng 5–2 của Brazil trước Pháp năm 1958. Mặc dù cầm bóng trong phần lớn thời gian của trận đấu, Maroc đã không thể có được bàn thắng. Ở phút 79, Kolo Muani nhân đôi cách biệt bằng một cú sút cận thành, sau khi Mbappé rê bóng trong vòng cấm. Pháp thắng 2–0 và vào chung kết gặp Argentina.

| Pháp                               | 2–0      | Maroc |
| ---------------------------------- | -------- | ----- |
| - T. Hernandez 5' - Kolo Muani 79' | Chi tiết |       |

| Pháp | Maroc |

| GK               | 1  | Hugo Lloris (c)     |  |     |
| RB               | 5  | Jules Koundé        |  |     |
| CB               | 4  | Raphaël Varane      |  |     |
| CB               | 24 | Ibrahima Konaté     |  |     |
| LB               | 22 | Theo Hernandez      |  |     |
| CM               | 8  | Aurélien Tchouaméni |  |     |
| CM               | 13 | Youssouf Fofana     |  |     |
| RW               | 11 | Ousmane Dembélé     |  | 78' |
| AM               | 7  | Antoine Griezmann   |  |     |
| LW               | 10 | Kylian Mbappé       |  |     |
| CF               | 9  | Olivier Giroud      |  | 65' |
| Thay người:      |    |                     |  |     |
| FW               | 26 | Marcus Thuram       |  | 65' |
| FW               | 12 | Randal Kolo Muani   |  | 78' |
| Huấn luyện viên: |    |                     |  |     |
| Didier Deschamps |    |                     |  |     |

| GK               | 1  | Yassine Bounou       |     |     |     |
| CB               | 20 | Achraf Dari          |     |     |     |
| CB               | 6  | Romain Saïss (c)     |     | 21' |     |
| CB               | 18 | Jawad El Yamiq       |     |     |     |
| RWB              | 2  | Achraf Hakimi        |     |     |     |
| LWB              | 3  | Noussair Mazraoui    |     | 46' |     |
| RM               | 7  | Hakim Ziyech         |     |     |     |
| CM               | 8  | Azzedine Ounahi      |     |     |     |
| CM               | 4  | Sofyan Amrabat       |     |     |     |
| LM               | 17 | Sofiane Boufal       | 27' | 66' |     |
| CF               | 19 | Youssef En-Nesyri    |     | 66' |     |
| Thay người:      |    |                      |     |     |     |
| MF               | 15 | Selim Amallah        |     | 21' | 78' |
| DF               | 25 | Yahia Attiyat Allah  |     | 46' |     |
| FW               | 9  | Abderrazak Hamdallah |     | 66' |     |
| MF               | 14 | Zakaria Aboukhlal    |     | 66' |     |
| FW               | 16 | Abde Ezzalzouli      |     |     | 78' |
| Huấn luyện viên: |    |                      |     |     |     |
| Walid Regragui   |    |                      |     |     |     |

## Trận tranh hạng ba
Hai đội đã gặp nhau hai lần, lần gần nhất chính là trận mở màn của họ ở Bảng F World Cup 2022, kết thúc với tỷ số hoà 0–0. Đây là kỳ World Cup thứ hai liên tiếp mà các đội tranh hạng ba từng đấu với nhau ở vòng bảng, sau Bỉ vs Anh năm 2018.
Chỉ trong 10 phút đầu trận, đã có 2 bàn thắng được ghi chia đều cho cả hai đội. Đầu tiên là bàn thắng của Gvardiol khi anh đánh đầu từ đường chuyền của Perisic. Phút thứ 9, Achraf Dari san bằng tỷ số bằng một cú đánh đầu cận thành. Tuy nhiên, Vatreni đã giành lại được lơị thế dẫn trước ở phút 42 nhờ công của Mislav Oršić, người đã thực hiện một cú sút đẹp mắt từ ngay trong vòng cấm bên trái, chạm vào bên trong cột dọc bên phải trước khi bóng đi vào lưới. Hiệp hai không có bàn thắng nào được ghi, giúp Croatia cán đích ở vị trí thứ ba lần thứ hai, sau thành tích đạt được vào năm 1998. Đây là kỳ World Cup thứ 11 liên tiếp mà các đội châu Âu về thứ ba, kể từ năm 1982.
| Croatia                   | 2–1      | Maroc     |
| ------------------------- | -------- | --------- |
| - Gvardiol 7' - Oršić 42' | Chi tiết | - Dari 9' |

| Croatia | Maroc |

| GK               | 1  | Dominik Livaković |  |       |
| CB               | 2  | Josip Stanišić    |  |       |
| CB               | 24 | Josip Šutalo      |  |       |
| CB               | 20 | Joško Gvardiol    |  |       |
| DM               | 10 | Luka Modrić (c)   |  |       |
| CM               | 7  | Lovro Majer       |  |       |
| CM               | 8  | Mateo Kovačić     |  |       |
| RW               | 18 | Mislav Oršić      |  | 90+5' |
| LW               | 4  | Ivan Perišić      |  |       |
| CF               | 14 | Marko Livaja      |  |       |
| CF               | 9  | Andrej Kramarić   |  | 61'   |
| Thay người:      |    |                   |  |       |
| MF               | 13 | Nikola Vlašić     |  | 61'   |
| MF               | 16 | Bruno Petković    |  | 66'   |
| FW               | 15 | Mario Pašalić     |  | 66'   |
| MF               | 26 | Kristijan Jakić   |  | 90+5' |
| Huấn luyện viên: |    |                   |  |       |
| Zlatko Dalić     |    |                   |  |       |

| GK               | 1  | Yassine Bounou      |     |     |
| RB               | 2  | Achraf Hakimi       |     |     |
| CB               | 20 | Achraf Dari         |     | 64' |
| CB               | 18 | Jawad El Yamiq      |     | 67' |
| LB               | 25 | Yahia Attiyat Allah |     |     |
| DM               | 4  | Sofyan Amrabat      |     |     |
| CM               | 11 | Abdelhamid Sabiri   |     | 46' |
| CM               | 23 | Bilal El Khannous   |     | 56' |
| RF               | 7  | Hakim Ziyech (c)    |     |     |
| CF               | 19 | Youssef En-Nesyri   |     |     |
| LF               | 17 | Sofiane Boufal      |     | 64' |
| Thay người:      |    |                     |     |     |
| MF               | 13 | Ilias Chair         |     | 46' |
| MF               | 8  | Azzedine Ounahi     | 69' | 56' |
| DF               | 24 | Badr Benoun         |     | 64' |
| MF               | 10 | Anass Zaroury       |     | 64' |
| MF               | 15 | Selim Amallah       | 84' | 67' |
| Huấn luyện viên: |    |                     |     |     |
| Walid Regragui   |    |                     |     |     |

## Chung kết
| Argentina                            | 3–3 (s.h.p.) | Pháp                                       |
| ------------------------------------ | ------------ | ------------------------------------------ |
| - Messi 23' (p), 109' - Di Maria 36' | Chi tiết     | - Mbappe 80' (p), 81', 118' (p)            |
| Loạt sút luân lưu                    |              |                                            |
| - Messi - Dybala - Paredes - Montiel | 4–2          | - Mbappe - Coman - Tchouameni - Kolo Muani |

| Argentina | Pháp |

| TM               | 23 | Emiliano Martinez   | 120+5' |        |
| HV               | 26 | Nahuel Molina       |        | 91'    |
| HV               | 13 | Cristian Romero     |        |        |
| HV               | 19 | Nicolas Otamendi    |        |        |
| HV               | 3  | Nicolas Tagliafico  |        | 120+1' |
| TV               | 24 | Enzo Fernandez      | 45+7'  |        |
| TV               | 7  | Rodrigo De Paul     |        | 102'   |
| TV               | 20 | Alexis Mac Allister |        | 116'   |
| TĐ               | 10 | Lionel Messi (c)    |        |        |
| TĐ               | 9  | Julian Alvarez      |        | 102'   |
| TĐ               | 11 | Angel Di Maria      |        | 64'    |
| Thay người:      |    |                     |        |        |
| TV               | 8  | Marcos Acuna        | 90+8'  | 64'    |
| HV               | 4  | Gonzalo Montiel     | 116'   | 91'    |
| TV               | 5  | Leandro Paredes     | 114'   | 102'   |
| TĐ               | 22 | Lautaro Martinez    |        | 102'   |
| HV               | 6  | German Pezzella     |        | 116'   |
| TĐ               | 21 | Paulo Dybala        |        | 120+1' |
| Huấn luyện viên: |    |                     |        |        |
| Lionel Scaloni   |    |                     |        |        |

| TM               | 1  | Hugo Lloris (c)     |       |        |
| HV               | 5  | Jules Kounde        |       | 120+1' |
| HV               | 4  | Raphael Varane      |       | 113'   |
| HV               | 18 | Dayot Upamecano     |       |        |
| HV               | 22 | Theo Hernandez      |       | 71'    |
| TV               | 8  | Aurelien Tchouameni |       |        |
| TV               | 14 | Adrien Rabiot       | 55'   | 96'    |
| TV               | 11 | Ousmane Dembele     |       | 41'    |
| TV               | 7  | Antoine Griezmann   |       | 71'    |
| TV               | 10 | Kylian Mbappe       |       |        |
| TĐ               | 9  | Olivier Giroud      | 90+5' | 41'    |
| Thay người:      |    |                     |       |        |
| TĐ               | 12 | Randal Kolo Muani   |       | 41'    |
| TĐ               | 26 | Marcus Thuram       | 87'   | 41'    |
| TĐ               | 20 | Kingsley Coman      |       | 71'    |
| TV               | 25 | Eduardo Camavinga   |       | 71'    |
| TV               | 13 | Youssouf Fofana     |       | 96'    |
| HV               | 24 | Ibrahima Konate     |       | 113'   |
| HV               | 3  | Axel Disasi         |       | 120+1' |
| Huấn luyện viên: |    |                     |       |        |
| Didier Deschamps |    |                     |       |        |

| Cầu thủ xuất sắc nhất trận: Lionel Messi (Argentina) Trợ lý trọng tài: Paweł Sokolnicki (Ba Lan) Tomasz Listkiewicz (Ba Lan) Trọng tài bàn: Ismail Elfath (Hoa Kỳ) Trọng tài dự phòng: Kathryn Nesbitt (Hoa Kỳ) Trợ lý trọng tài video: Tomasz Kwiatkowski (Ba Lan) Trợ lý tổ trợ lý trọng tài video: Juan Soto (Venezuela) Kyle Atkins (Hoa Kỳ) Fernando Guerrero (Mexico) Trọng tài dự phòng của tổ trợ lý trọng tài video: Bastian Dankert (Đức) Trợ lý trọng tài dự phòng của tổ trợ lý trọng tài video: Corey Parker (Hoa Kỳ) |